# Panonija Valerija
Panonija Valerija ali krajše Valerija (latinsko: Pannonia Valeria), provinca Rimskega cesarstva. Ustanovljena je bila leta 296 med vladanjem cesarja Dioklecijana z delitvijo Spodnje Panonije na Drugo Panonijo in Valerijo. Glavno mesto province je bil Sopianae, sedanji Pécs. Njeno ozemlje je obsegalo dele sedanje Madžarske in Hrvaške.
Provinca kot entiteta je obstajala tudi med vladavino Hunov do ustanovitve vzhodnogotskega Italskega kraljestva konec 5. stoletja.

## Vir
- Encyclopaedia Britannica, 11. izdaja, 1911, Pannonia.